# Pluripotence
La pluripotence est la faculté de certaines cellules à se différencier en cellules d'un des trois feuillets embryonnaires (ectoderme, mésoderme et endoderme), ou cellules germinales.

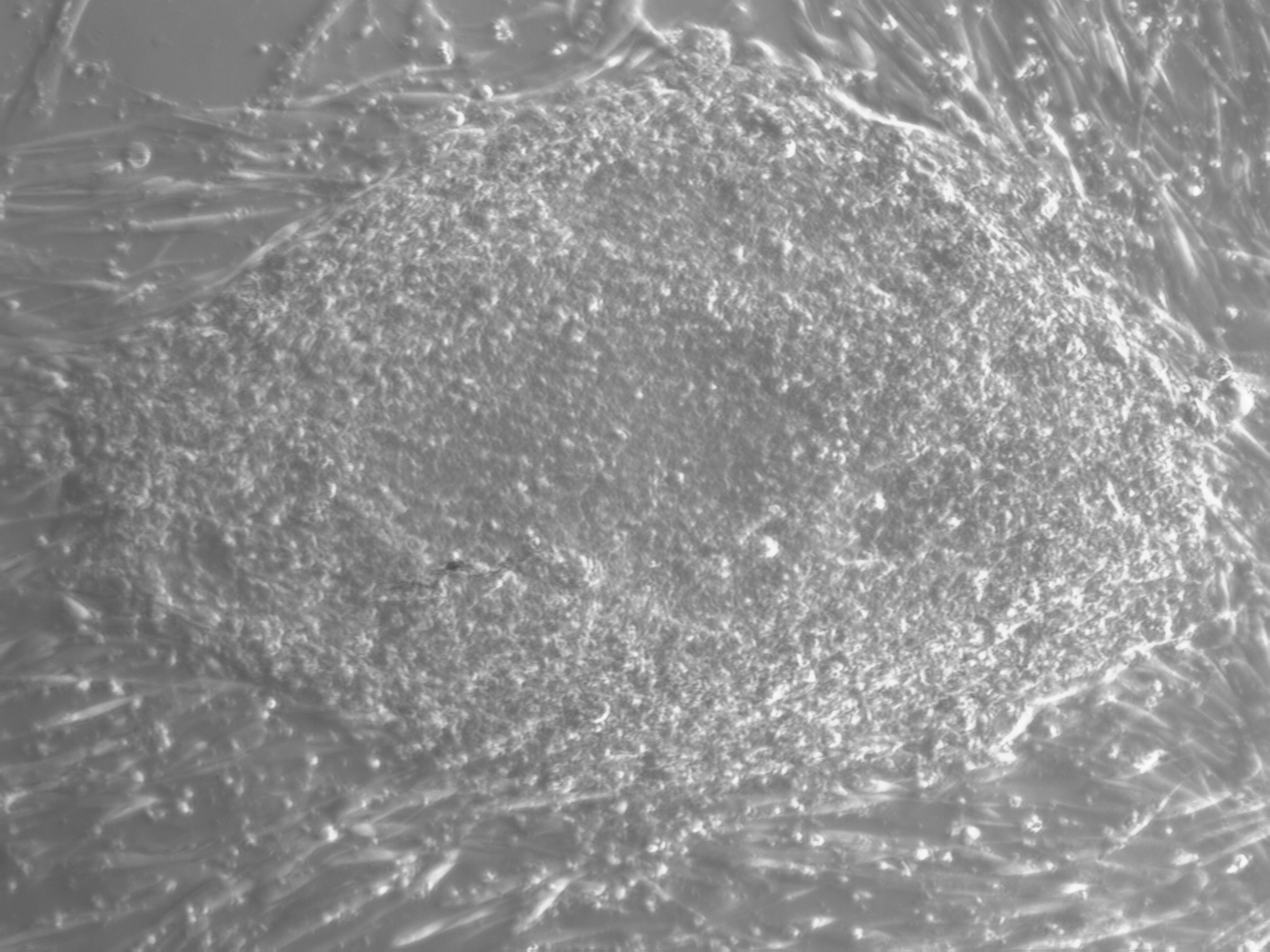
Une colonie de la lignée de cellules souches embryonnaires humaine HD90 dérivée au CHRU de Montpellier.

Ceci les différencie des cellules souches unipotentes, multipotentes, et totipotentes (qui peuvent se différencier en tout type de cellule spécialisée).

## Éléments de définition
Les cellules pluripotentes ne peuvent pas produire un organisme entier car elles prolifèrent et se différencient de manière anarchique. 
In vitro, elles forment spontanément des corps embryoïdes.
Les trois types de cellules souches pluripotentes décrites à ce jour de manière reproductibles sont :
- les cellules souches embryonnaires (CSE) ;
- les cellules souches pluripotentes induites (IPS) ;
- les cellules MUSE (pour Multilineage-differentiating Stress Enduring [1]), trouvées dans la peau et la moelle osseuse (1 cellule sur 5 000 environ) des adultes.

## Biologie

### Obtention
Les cellules souches embryonnaires sont isolées in vitro à partir de la masse cellulaire interne du blastocyste (au 5 ou 6e jour pour l’embryogénèse humaine).
Les cellules souches pluripotentes induites (iPS) sont issues de la reprogrammation de cellules somatiques adultes en cellules pluripotentes par la surexpression de certains facteurs de transcription.

### Marqueurs
Il existe un certain nombre de marqueurs de surface relativement spécifiques des cellules pluripotentes tels SSEA-3, SSEA-4, TRA-1-60, TRA-1-81 (chez l’homme) ou SSEA-1 (chez la souris). L'activité phosphatase alcaline est également un bon marqueur des cellules souches pluripotentes indifférenciées. Récemment de nouveaux marqueurs ont été mis en évidence à l'aide des puces à ADN : CD24, SEMA6A, FDZ7 .

### Facteurs de transcription
Les cellules souches pluripotentes se caractérisent par une forte expression des facteurs de transcription OCT4/POU5F1, NANOG, et SOX2. Ces trois facteurs de transcription constituent le « core transcriptional regulatory circuitry ».

### Facteurs de croissance
Le Leukemia Inhibitory Factor (LIF) et les Bone morphogenetic proteins (BMPs)  sont nécessaires pour la culture des cellules souches pluripotentes de souris. En revanche, le bFGF est requis dans le milieu de culture pour le maintien de la pluripotence des cellules souches pluripotentes humaines, tandis que les BMPs induisent une perte de leur pluripotence (différenciation).

## Applications

### Recherche
L'étude des cellules souches pluripotentes permet une meilleure connaissance des premiers stades du développement embryonnaire. 
Les lignées de cellules souches pluripotentes génétiquement anormales constituent un modèle d'étude des maladies génétiques rares. Elles peuvent également permettre de tester de nouveaux médicaments. 

### Médecine
Les cellules souches pluripotentes pourraient être une source très intéressante de cellules pour une médecine régénératrice : amplification in vitro illimitée, possibilité de différenciation en n’importe quel type cellulaire. Elles ouvrent la voie à une thérapie cellulaire de la maladie de Parkinson, du diabète, de l'infarctus du myocarde, etc. Les principales limites à ces applications pour l'instant sont: la formation de tératomes due à leur prolifération intense et non régulée lorsqu'elles sont injectées à l’état indifférencié,  la difficulté à obtenir des cellules matures capables de réparer l’organe endommagé et le problème de la compatibilité immunologique d'où l'intérêt majeur des iPS (cellules souches pluripotentes induites). 
Les cellules souches pluripotentes pourraient également avoir un intérêt en thérapie génique.

## Éthique et législation
La recherche sur les cellules souches pluripotentes a accusé un retard en France du fait de l'interdiction de recherche sur les embryons humains depuis la loi de bioéthique de 1994.
En 2004, cette loi a été révisée : l'interdiction est maintenue avec néanmoins la possibilité pour les équipes de recherche d'obtenir une dérogation pour cinq ans sous certaines conditions: « les recherches peuvent être autorisées sur l'embryon et les cellules embryonnaires lorsqu'elles sont susceptibles de permettre des progrès thérapeutiques majeurs et à condition de ne pouvoir être poursuivies par une méthode alternative d'efficacité comparable, en l'état des connaissances scientifiques ». Les embryons doivent avoir été conçus dans le cadre d'une AMP et il faut l'accord des deux parents. Le tout est encadré par l'Agence de la biomédecine.
La découverte des iPS permet aux chercheurs de conduire une recherche sur les cellules souches pluripotentes sans travailler sur l’embryon. Cependant, les iPS et les cellules souches embryonnaires sont similaires mais pas identiques : il reste à caractériser ces différences et comprendre leur impact en vue d'une médecine régénératrice.